# أحمر توسكاني
الاحمر التوسكاني Tuscan red هو ظل اللون الاحمر الذي يستخدم لبعض عربات القطار خصوصا عربات الركاب .
يرتبط اللون ارتباط وثيقا بسكة حديد بنسلفانيا الذي استخدامة في سيارات الركاب وعلى القطار كما تم استخدام السيارات المسطحة على نطاق واسع بواسطة السكك الحديدية الحكومية في جنوب ويلز الجديدة في أستراليا بطريقة مماثلة استخدمته نورفولك والسكك الحديدية الغربية كلون نهجة على قاطراتها البخارية  استخدامتها سكة حديدية المحيط الهادى تاريخيا ورسمت سياراتها الفاخرة الفاخرة في هذا اللون هو أيضا قلم رصاص ملون مؤشري.